# Will.i.am

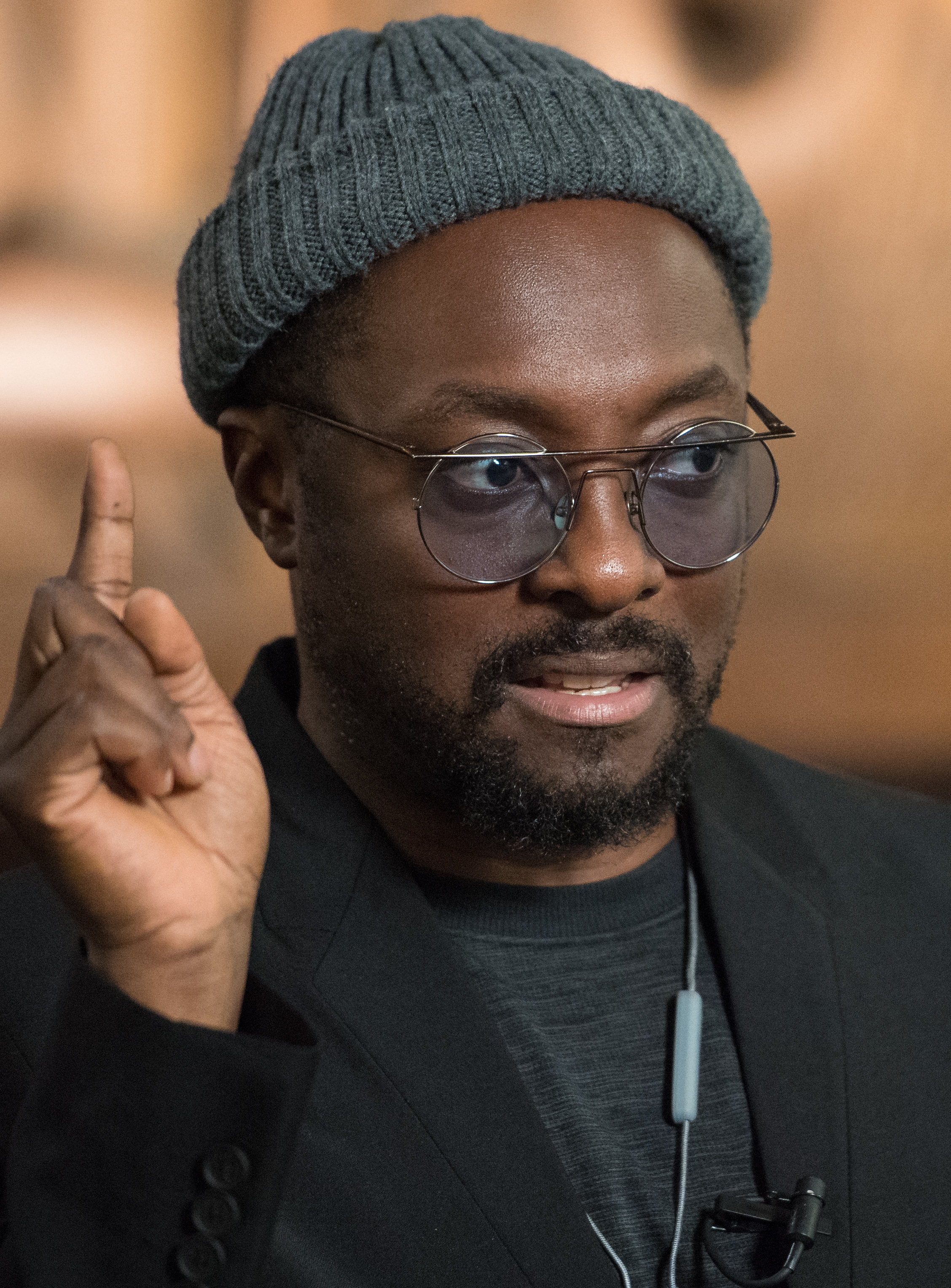
will.i.am (2018)

William James Adams Jr. (* 15. März 1975 in Los Angeles, Kalifornien), besser bekannt unter seinem Pseudonym will.i.am, ist ein US-amerikanischer Rapper, Sänger, Songwriter, Musikproduzent und gelegentlicher Schauspieler und Synchronsprecher. International bekannt wurde er als Mitglied der Hip-Hop-Band The Black Eyed Peas. Er produzierte Songs für Michael Jackson und U2. Außerdem ist er seit der ersten Staffel im Jahr 2012 Jurymitglied und Coach in der britischen Gesangs-Castingshow The Voice UK, die auf BBC One ausgestrahlt wird.

## Künstlerische Karriere
Adams ist aktuelles Mitglied sowie Mitgründer der Black Eyed Peas, die seit 2003 kommerziell erfolgreich sind. Zudem ist er als Produzent für die Alben der Band tätig.

### Solokünstler
Sein erstes Studioalbum erschien am 2. Oktober 2001 über die Label Warner Music und Atlantic Records. Es trägt den Titel Lost Change. Eine Single-Auskopplung gab es nicht. 2012 wurde eine Neuauflage des Albums veröffentlicht. Diese enthält neben der ersten auch eine zweite CD, die Instrumental-Versionen enthält.
Am 23. September 2003 wurde sein zweites Studioalbum Must B 21 (Soundtrack to Get Things Started) veröffentlicht. Dies erschien über die Plattenlabel Interscope Records und Columbia Records. Auch hieraus wurde kein Lied ausgekoppelt. Das Album ist eine Sammlung aus Material, das sich über die Jahre im Studio der Black Eyed Peas angesammelt hat. Die Songs enthalten zum Großteil Vocals anderer Künstler wie zum Beispiel KRS-One, Phife Dawg oder John Legend.
Sein drittes Album erschien am 25. September 2007. Es trägt den Namen Songs About Girls und erschien über will.i.am Music Group und Interscope Records. Es konnte in den Schweizer Charts Platz 27 erreichen, im Vereinigten Königreich Platz 68 und in den USA den 38. Platz. Die erste Single-Auskopplung war I Got It from My Mama. Sie erschien am 21. Juni 2007 und erreichte unter anderem in Deutschland Österreich, Großbritannien und den USA die obere Charthälfte. Auch die darauffolgenden Singles Heartbreaker mit Cheryl Cole und One More Chance waren mehr oder weniger erfolgreich.

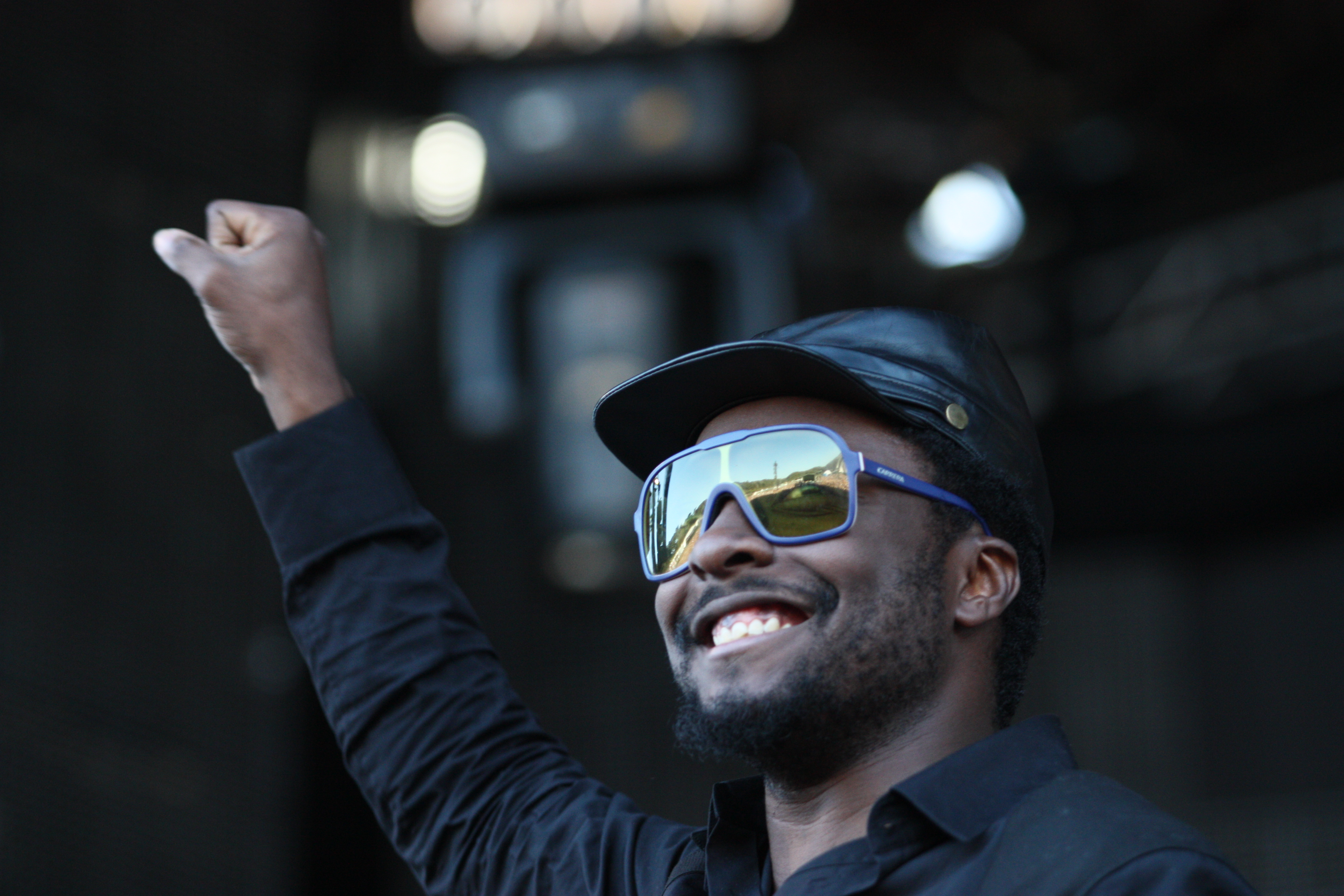
will.i.am mit den Black Eyed Peas (2009)

Im April 2009 erschien ein Kompilations-Album, das will.i.am produzierte. Es trägt den Titel Change Is Now: Renewing America’s Promise Bereits 2008 erschienen mehrere Singles aus dem Album. Yes We Can erschien am 12. Februar 2008. Diese nahm er mit 34 weiteren Künstlern auf. Der Titel basiert auf dem weltberühmten Spruch von Barack Obama. We Are the Ones am 29. Februar 2008 und It’s A New Day am 7. November 2008.
Am 20. November 2011 wurde eine neue Single von ihm, gemeinsam mit Jennifer Lopez und Mick Jagger veröffentlicht. Sie hieß T.H.E. (The Hardest Ever) und war in mehreren Ländern sehr hoch in den Charts zu finden. Darunter waren auch Österreich, die Schweiz, Großbritannien und die USA.
Dann, im April 2013, erschien sein viertes Studioalbum #willpower. Die erste Veröffentlichung aus dem Album erschien bereits am 1. Juni 2012. Es war This Is Love, gemeinsam mit Eva Simons. Sie konnte unter anderem Nummer-eins im Vereinigten Königreich und Platz 8 in der Schweiz erreichen. Ebenfalls erreichte sie doppelten Platin-Status in Australien und Gold in der Schweiz und in Neuseeland. Dann, als zweiter Vorbote erschien im November 2012 die Single Scream & Shout in Zusammenarbeit mit der Sängerin Britney Spears. Es ist seine bis dato erfolgreichste Single. Sie erreichte in über 23 Ländern Platz 1. Ebenso bekamen will.i.am und Spears über 13 Platin-Schallplatten für den Tonträger. Als letzte Vorab-Single veröffentlichte will.i.am zusammen mit Justin Bieber den Titel #thatPower. Das Lied hatte allerdings nicht annähernd den Erfolg wie Scream & Shout. Als Promo-Single erschien parallel zum Album im April 2013 der Song Fall Down, zusammen mit Miley Cyrus.
Auf dem Album erschien ebenfalls der Track Let’s Go gemeinsam mit Chris Brown. Allerdings enthält er nicht nur neue, eigene Elemente, sondern entpuppte sich als ein Cover des Songs Rebound von Arty & Mat Zo, die ihm nicht die Genehmigung dazu gaben, den Song zu covern. Aufgrund dessen erhielt er mehrere Vorwürfe wegen Urheberrechtsverletzung, die jedoch nach einer Einigung mit Artys Plattenlabel fallen gelassen wurden. Ähnlich verlief es mit dem Lied Bang Bang, bei dem er den Drop des Liedes Epic von Sandro Silva und Quintino ohne Lizenz verwendete.
Im Jahre 2014 erschienen eine Reihe weiterer Tracks, darunter die kommerziell erfolgreiche Single It’s My Birthday mit dem Sänger Cody Wise und die Lieder It Should Be Easy mit Britney Spears und Something Really Bad mit Dizzee Rascal. Seit 2009 ist er auch unter dem Pseudonym Zuper Blahq im Musikgenre Electro tätig.

### Produktion und Songwriting

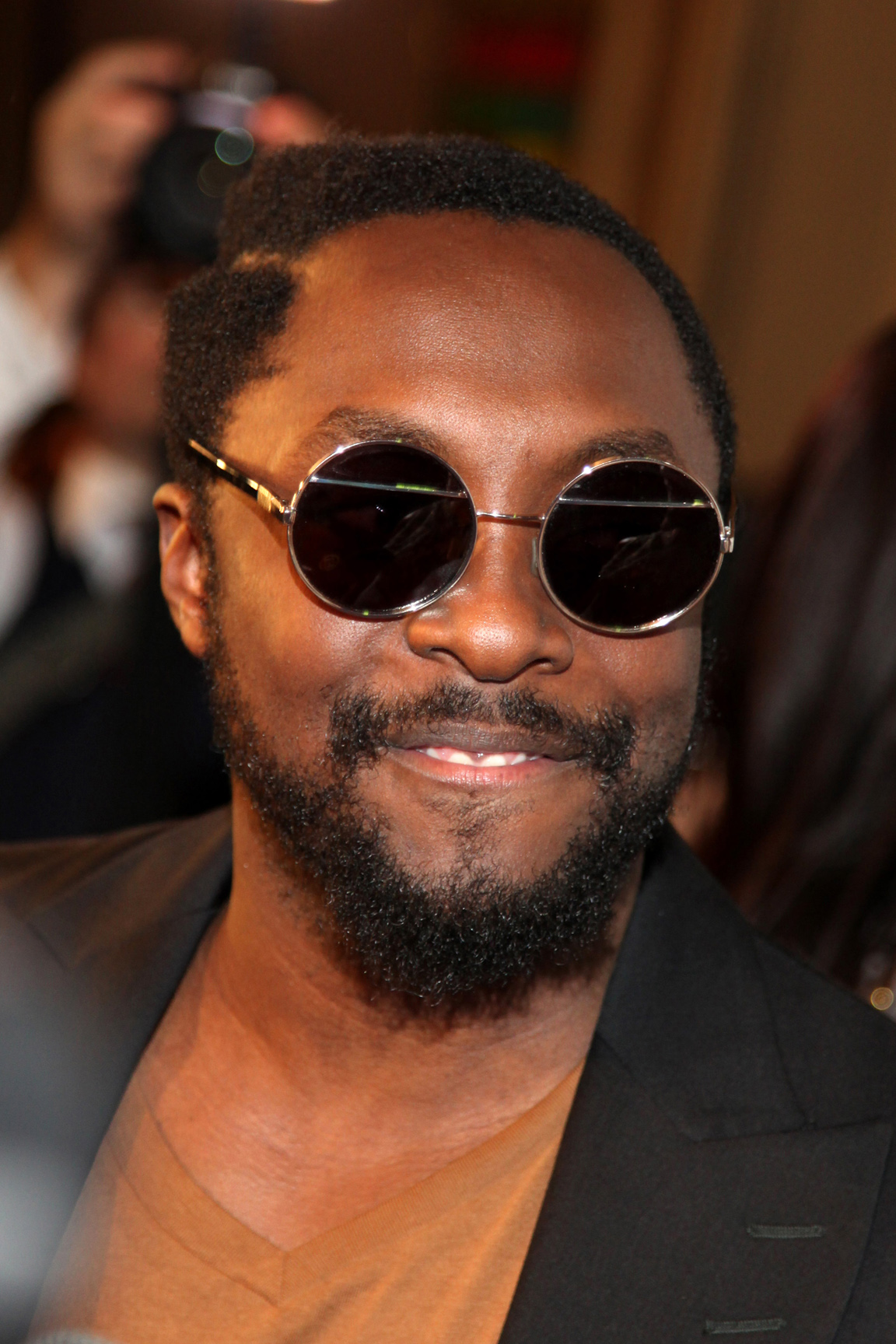
will.i.am (2012)

Seit 2004 ist will.i.am auch als Produzent tätig. Oft ist er auf den von ihm produzierten Tracks als Gastmusiker vertreten. Im Jahre 2008 arbeitete er mit Michael Jackson zusammen, um einige Songs und Remixes für den Thriller Re-Release, Thriller 25, zu produzieren.
Im Februar 2011 arbeitete er mit der US-amerikanischen Popsängerin Britney Spears an einem Song für ihr siebtes Album Femme Fatale. Der Song heißt Big Fat Bass. will.i.am produzierte Musik für weitere Künstler und Projekte, etwa für Animationsfilme (z. B. Madagascar 2), Fernsehserien (z. B. den Titelsong für Samurai Jack) und Computerspiele (z. B. NBA Live). Außerdem produzierte er das Album Sorry for Party Rocking des US-amerikanischen Duos LMFAO.

### Als Schauspieler
Als Synchronsprecher gab will.i.am 2008 sein Debüt als Stimme von Moto Moto im Animationsfilm Madagascar 2, für den er gemeinsam mit Hans Zimmer auch am Soundtrack arbeitete.
2009 war will.i.am im Film X-Men Origins: Wolverine als John Wraith zu sehen.
Am 29. Juni 2016 wurde bekannt, dass will.i.am als eine von 683 Persönlichkeiten von der Academy of Motion Picture Arts and Sciences als Neumitglied eingeladen wurde.

## Politische Aktivitäten
Während der Vorwahlen zur Präsidentschaftswahl in den Vereinigten Staaten 2008 entschloss er sich, den demokratischen Präsidentschaftskandidaten Barack Obama mit dem Lied Yes We Can zu unterstützen und drehte hierzu gemeinsam mit Regisseur Jesse Dylan, dem Sohn von Bob Dylan, ein viereinhalb minütiges Musikvideo im Stile eines Virals, in dem viele Stars auftreten und das aus ausgewählten Textstellen einer im Original 13-minütigen Wahlkampfrede Obamas besteht, die zu einer Collage verarbeitet wurden und die er am 2. Februar 2008 im Internet auf YouTube veröffentlichte.
Am 29. Februar veröffentlichte er ein zweites Musikvideo, in welchem er erneut Obama unterstützt. Es trägt den Namen We Are the Ones, auf Deutsch „Wir sind Diejenigen“. Auch in diesem Video treten wieder eine große Anzahl von Berühmtheiten auf, die ihre Wünsche, Hoffnungen und Träume für die Zukunft artikulieren, während im Hintergrund der Name Obama skandiert wird. Wie das Vorgängervideo Yes We Can ist auch dieses Video in Schwarz-Weiß gehalten und auf YouTube erschienen, seine Länge beträgt knapp über drei Minuten.
Nach Obamas Wahlsieg am 5. November 2008 veröffentlichte er den Song It’s a New Day auf YouTube.

## Sonstiges
- will.i.ams größtes Vorbild und Jugendidol ist Michael Jackson.[11]
- will.i.am vertreibt Kleidung unter seiner eigenen Kleidermarke i.am clothing.
- will.i.am ist der Neffe des ehemaligen American-Football-Spielers Lynn Cain.
- will.i.am hat einen kurzen Gastauftritt als er selbst in der Serie The Rookie (Folge 1x19 „Die Checkliste“).
- Im Januar und Februar 2007 trat will.i.am bei einigen Konzerten von Prince als musikalischer Gast auf, wie beispielsweise am 17. Februar 2007 im Rio All-Suite Hotel and Casino am Las Vegas Strip.
- Im Februar 2010 nahm er beim Projekt We Are the World 25 for Haiti teil, dessen Erlöse den Opfern des schweren Erdbebens in Haiti 2010 gespendet wurden.
- 2011 hat will.i.am eine eigene Automarke mit dem Namen IAMAUTO gegründet. Die meisten Teile stammen von Chrysler. Lediglich das Chassis und die Inneneinrichtung stammen von seiner Firma. Die Musikanlage soll komplett von Beats by Dr. Dre kommen. Als Grund zur Gründung seiner Firma sagte er, dass er die Arbeitslosigkeit in Los Angeles bekämpfen will. Deshalb hat seine Firma den Hauptsitz in der Nähe des Ghettos, in dem will.i.am aufgewachsen ist.[12]
- 2014 wurde bekannt, dass will.i.am Chief Creative Officer (CCO) des 3D-Druck-Unternehmens 3D Systems wurde.[13]
- 2021 fungierte er in der achten Folge der sechsten Staffel des US-amerikanischen Ablegers von The Masked Singer als Gastjuror.[14]

## Diskografie
Studioalben

| Jahr | Titel             | Höchstplatzierung, Gesamtwochen, AuszeichnungChartplatzierungen (Jahr, Titel, Platzierungen, Wochen, Auszeichnungen, Anmerkungen) | Höchstplatzierung, Gesamtwochen, AuszeichnungChartplatzierungen (Jahr, Titel, Platzierungen, Wochen, Auszeichnungen, Anmerkungen) | Höchstplatzierung, Gesamtwochen, AuszeichnungChartplatzierungen (Jahr, Titel, Platzierungen, Wochen, Auszeichnungen, Anmerkungen) | Höchstplatzierung, Gesamtwochen, AuszeichnungChartplatzierungen (Jahr, Titel, Platzierungen, Wochen, Auszeichnungen, Anmerkungen) | Höchstplatzierung, Gesamtwochen, AuszeichnungChartplatzierungen (Jahr, Titel, Platzierungen, Wochen, Auszeichnungen, Anmerkungen) | Anmerkungen                              |
| Jahr | Titel             | DE | AT | CH | UK | US | Anmerkungen                              |
| ---- | ----------------- | --- | --- | --- | --- | --- | ---------------------------------------- |
| 2001 | Lost Change       | — | — | — | — | — | Erstveröffentlichung: 2. Oktober 2001    |
| 2003 | Must Be 21        | — | — | — | — | — | Erstveröffentlichung: 23. September 2003 |
| 2007 | Songs About Girls | — | — | CH27 (4 Wo.)CH | UK68 (6 Wo.)UK | US38 (4 Wo.)US | Erstveröffentlichung: 25. September 2007 |
| 2013 | #willpower        | DE11 (7 Wo.)DE | AT15 Gold · (6 Wo.)AT | CH10 (13 Wo.)CH | UK3 Gold · (19 Wo.)UK | US9 (7 Wo.)US | Erstveröffentlichung: 19. April 2013     |

## Filmografie (Auswahl)
Schauspieler
- 2005: Die himmlische Joan (Joan of Arcadia, Fernsehserie, eine Folge)
- 2009: X-Men Origins: Wolverine
- 2010: Date Night – Gangster für eine Nacht (Date Night)
- 2019: The Rookie (Fernsehserie, Folge 1x19)

Synchronstimme
- 2008: Madagascar 2 (Madagascar: Escape 2 Africa, Stimme von Moto Moto)
- 2009: Arthur und die Minimoys 2 – Die Rückkehr des bösen M (Arthur et la Vengeance de Maltazard, Stimme von Snow)
- 2011: Rio (Stimme von Pedro)
- 2011–2012: The Cleveland Show (Fernsehserie, 5 Folgen, Stimme von Bernard)
- 2014: Rio 2 – Dschungelfieber (Rio 2, Stimme von Pedro)